# ماری لمبرت
ماری لمبرت (انگلیسی: Mary Lambert؛ زادهٔ ۱۳ اکتبر ۱۹۵۱) کارگردان و فیلم‌نامه‌نویس اهل ایالات متحده آمریکا است. او موزیک ویدئو، قسمت‌های تلویزیونی و فیلم‌های بلند را کارگردانی کرده؛ غالباً در ژانر ترسناک.